# Матолич Роман Михайлович
Роман Михайлович Матолич (5 вересня 1947, село Летня Меденицького району Дрогобицької області, тепер Дрогобицького району Львівської області) — український радянський діяч, старший оператор Дрогобицького нафтопереробного заводу, голова правління АТ «Нафтопереробний комплекс — Галичина» у місті Дрогобичі Львівської області. Депутат Верховної Ради УРСР 8—9-го скликань. Член-кореспондент Української нафтогазової академії. Брат міського голови Трускавця Богдана Матолича.

## Життєпис
Народився у родині лісника. Закінчив Летнянську восьмирічну школу Дрогобицького району і Дрогобицький нафтовий технікум.
У 1966—1967 роках — учень, помічник оператора виробничого об'єднання «Дрогобичнафтопереробка».
У 1967—1969 роках — служба в Радянській армії.
У 1969—1979 роках — оператор, старший оператор (з 1970 р.), начальник установки каталітичного риформінгу, заступник начальника цеху № 15 Дрогобицького нафтопереробного заводу Львівської області.
Член КПРС з 1972 року.
Без відриву від виробництва закінчив Львівський політехнічний інститут за спеціальністю «хімічна технологія переробки нафти і газу».
У 1979—1980 роках — заступник голови виконавчого комітету Трускавецької міської ради народних депутатів.
У 1980—1993 роках — директор Дрогобицького нафтопереробного заводу Львівської області.
У 1993—2000 роках — голова правління Відкритого акціонерного товариства «Нафтопереробний комплекс — Галичина» у місті Дрогобичі Львівської області.
Потім працював заступником голови Департаменту з енергозбереження НАК «Нафтогаз України». Був директором ТзОВ "Науково-виробниче підприємство «Грімма» у Львові.

## Сім'я
Одружений. Дружина Уляна — лікар-стоматолог. Донька Софія.

## Нагороди
- Орден Трудового Червоного Прапора
- Орден Дружби народів (3.06.1986)
- Орден «За заслуги» 3-го ст. (19.08.1997)
- ордени
- медалі